# آسا گایلا
آسا گایلا یک شهرک در جیبوتی است که در منطقه تاجوره واقع شده‌است.

## خصوصیات
آسا گایلا ۶۷۲ نفر جمعیت دارد و ۶۱۵ متر بالاتر از سطح دریا واقع شده‌است.